# Lipomo
Lipomo là một đô thị ở tỉnh Como trong vùng Lombardia, có cự ly khoảng 35 kilômét (22 mi) về phía bắc của Milano và khoảng 3 kilômét (2 mi) về phía đông nam của Como. Tại thời điểm ngày 31 tháng 12 năm 2004, đô thị này có dân số 5.758 người và diện tích là 2,5 km².
Lipomo giáp các đô thị: Capiago Intimiano, Como, Montorfano, Tavernerio.